# سبک بالاخانه

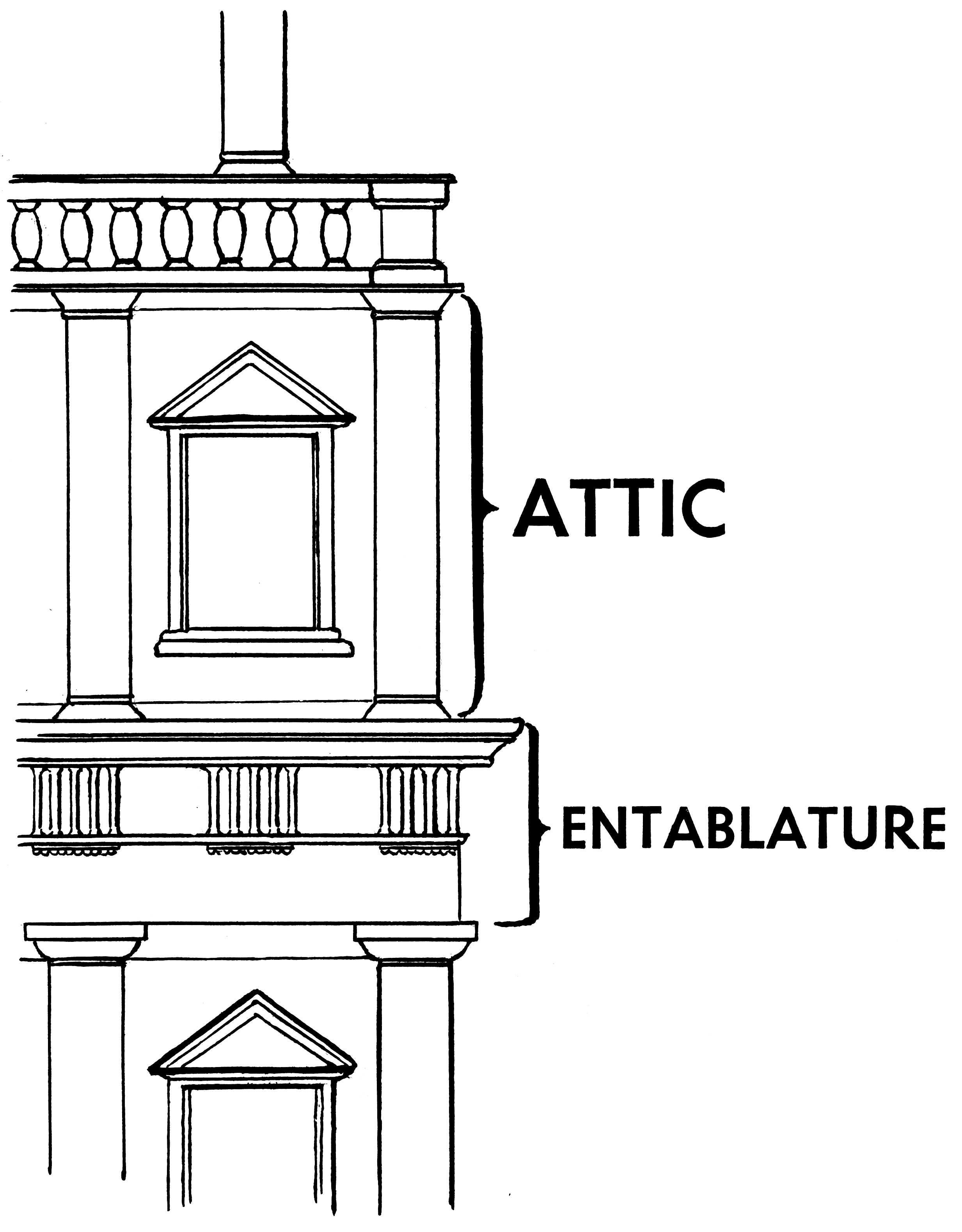
بالاخانه

در معماری کلاسیک، اصطلاح بالاخانه به انباری یا دیوار کوتاهی با اطراف گچ‌بری شده و دارای نما (ساختمان) کلاسیک اشاره دارد. استفاده از این معماری به قرن هفدهم بر می‌گردد و شامل ستون‌هایی بود که قسمت بالایی ساختمان را تزئین می‌نمود. تزئین قسمت بالایی ساختمان در معماری کلاسیک یونانی از اهمیت بالایی برخوردار بود؛ و سبک بالاخانه نیز اصطلاحی متداول برای اشاره به آن نوع معماری بود. اما در قرن ۱۸میلادی مفهوم این اصطلاح دچار تغییر شد و به منظور اشاره به فضای پشت دیوار بزرگ‌ترین انباری (انباری زیر شیروانی) استفاده می‌شود و به پیدایش معنای امروزی کلمهٔ زیرشیروانی انجامید.